# Прокоп, Мэтт
Мэттью «Мэтт» Рэй Прокоп (англ. Matthew Ray Prokop, род. 29 июля 1990 года, Виктория, Техас, США) — американский актёр. Наиболее известен по ролям Джимми Зары в фильме «Классный мюзикл: Выпускной» и Джоша Роузена в оригинальном фильме канала Disney «Прекрасный принц».

## Биография

### Ранние годы
Прокоп родился в городе Виктория, штат Техас, в семье Энтони Прокопа и Деборы Терри. У него также есть старшая сестра Стефани. 
В возрасте 16 лет он переехал в Лос-Анджелес, дабы начать актёрскую карьеру.

### Карьера
Его первой актёрской работой стала небольшая роль в сериале «Ханна Монтана» в 2007 году. Прокоп появлялся в эпизодических ролях в сериалах «Офис», «Медиум», «Держись, Чарли!» и «Американская семейка», а также в фильмах «Классный мюзикл: Выпускной», «Месть пушистых», «Прекрасный принц» и «Удар молнии».

### Личная жизнь
С 2009 по август 2014 года встречался с актрисой Сарой Хайленд. В сентябре 2014 году Прокоп получил судебный запрет в отношении Хайленд, после того как на протяжении нескольких лет отношений угрожал ей и подвергал домашнему насилию.

## Фильмография

### Кино
| Год  | Название на русском             | Название на английском             | Роль            | Примечания             |
| ---- | ------------------------------- | ---------------------------------- | --------------- | ---------------------- |
| 2007 |                                 | Marked                             | Зак             | Короткометражный фильм |
| 2007 | Ангел по имени Билли            | An Angel Named Billy               | Зак             |                        |
| 2008 | Зелёный луч                     | Green Flash                        | молодой Кэмерон |                        |
| 2008 | Классный мюзикл: Выпускной      | High School Musical 3: Senior Year | Джимми Зага     |                        |
| 2010 | Месть пушистых                  | Furry Vengeance                    | Тайлер Сандерс  |                        |
| 2010 | Герои-чудовища                  | Monster Heroes                     | Джонас Стайн    |                        |
| 2010 | Я должен свою жизнь Корбину Блю | I Owe My Life to Corbin Bleu       | классный парень | Короткометражный фильм |
| 2011 | Давай сделаем ребёнка           | Conception                         | Д.Т.            |                        |
| 2011 | Охота на хищниц                 | Cougar Hunting                     | Тайлер Сандерс  |                        |
| 2011 | Прекрасный «принц»              | Geek Charming                      | Джош Роузен     | Телевизионный фильм    |
| 2012 | Удар молнии                     | Struck By Lightning                | Дуэйн Майклз    |                        |
| 2013 | Апрельский апокалипсис          | April Apocalypse                   | Томми           |                        |

### Телевидение
| Год  | Название на русском  | Название на английском | Роль           | Примечания                     |
| ---- | -------------------- | ---------------------- | -------------- | ------------------------------ |
| 2007 | Ханна Монтана        | Hannah Montana         | Трой МакКенн   | Эпизод: «Schooly Bully»        |
| 2007 | Офис                 | The Office             | подросток      | Эпизод: «Cocktails»            |
| 2009 | Материнство          | In the Motherhood      | Люк            |                                |
| 2009 | Медиум               | Medium                 | Кайл Ковингтон | Эпизод: «Once in a Lifetime»   |
| 2011 | Держись, Чарли!      | Good Luck Charlie      | Эван           | Эпизод: «L.A.R.P. in the Park» |
| 2012 | Американская семейка | Modern Family          | Итан           | Эпизод: «Disneyland»           |
| 2013 | Восприятие           | Perception             | Йен Уэттер     | Эпизод: «Defective»            |